# Rijglijf

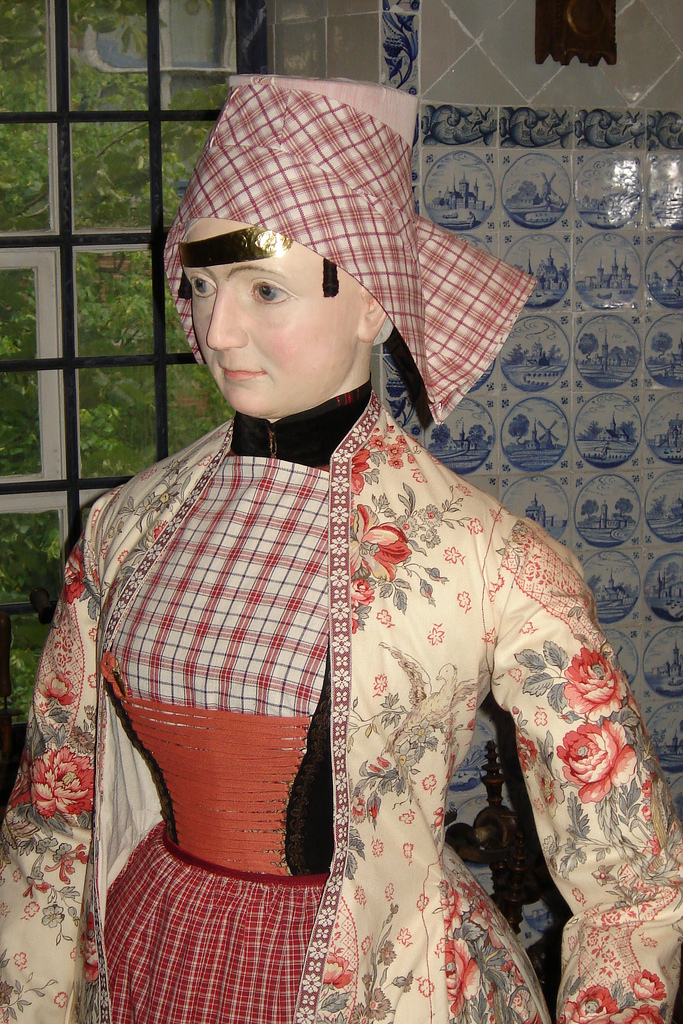
Pop in dracht van Hindeloopen met rijglijf

Het rijglijf, in het Fries oerlof, is een onderdeel van sommige varianten van de Nederlandse klederdracht. Het kledingstuk is eigenlijk een soort korset en wordt aan de voorzijde gesloten. Het is bedoeld om het figuur te corrigeren. Het rijglijf is gebaseerd op de 16-eeuwse mode en wordt aan de voorzijde gesloten. Het is daartoe van ringetjes voorzien.
In de Friese klederdracht wordt het gemaakt van zwarte wollen stof, zonder baleinen. Het wordt aan de voorzijde bij elkaar geregen, waarbij het rijgsel minstens zo breed is als een hand. Op die manier vormen de gekleurde veters een vlak van kleur.
In de klederdracht van Marken is het rijglijf wel voorzien van baleinen. De laatste variant ervan is een pseudo-rijglijf en wordt middelde genoemd. Daarbij waren de rijgveters verdwenen. Op de rug is het rijglijf uit Marken traditioneel versierd met vijf rozen; een bruid draagt zeven geborduurde rozen. Zelfs baby's kregen oorspronkelijk al vanaf 12 weken een rijglijf aan.
Het middelde van Urk bestaat uit twee lagen wit linnen, waarin op en neer werd gestikt zodat langwerpige zakjes ontstonden die de baleinen bevatten. Later werden de baleinen vervangen door pitriet. Het middelde werd aan de buitenzijde bekleed met blauw damast, waarbij de armsgaten werden afgezet met een geel lint. Aan de onderkant werd het tegen slijtage met zeemleer afgewerkt.

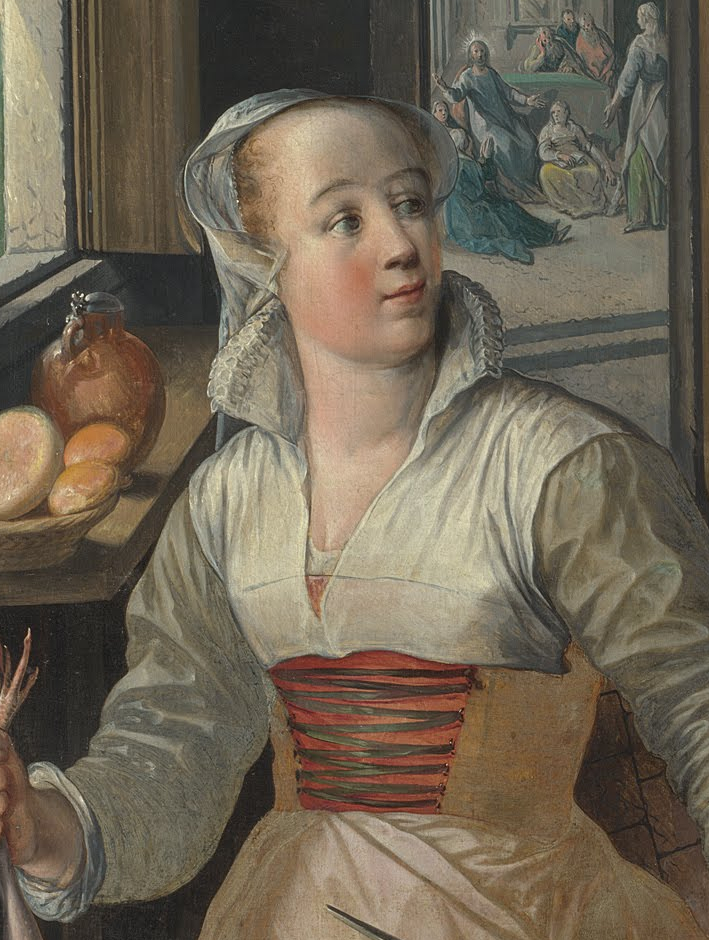
Een rijglijf op een schilderij van Joachim Beuckelaar uit de 16e eeuw.